# Tereré
El tereré (en guaraní: terere) es una bebida hecha a base de hojas de yerba mate (Ilex paraguariensis) y agua con hielo, al cual se le suelen añadir «pohã ñana» (hierbas medicinales, en guaraní), es considerada la bebida nacional de Paraguay. Esta infusión tiene sus raíces en la América precolombina, la cual se afianzó como tradicional en la región guaranítica durante la época de las reducciones franciscanas y jesuíticas, tal y como dan certeza las crónicas de los siglos XVI, XVII y XVIII. Existe también la variante hecha con jugo, llamada «tereré de jugo» o «tereré ruso» (según la región), que sustituye el agua por jugo dulce de frutas. El 17 de diciembre de 2020, la Unesco lo declaró patrimonio cultural inmaterial de la humanidad, que abarca la bebida (tereré) y sus métodos de preparación con hierbas medicinales (pohã ñana).
Es similar al mate —infusión también a base de yerba mate—, pero con la diferencia de que el tereré se consume frío, preferentemente en las zonas más cálidas del Cono Sur. Es tradicional de Paraguay, donde es considerado un ícono cultural, situación similar a la de todo el noreste argentino (Provincia de Corrientes, Formosa, Chaco y Misiones), y centro-oeste de Brasil (Estado de Mato Grosso y Mato Grosso del Sur), región donde se consume la infusión de yerba mate con agua templada y fría desde tiempos precolombinos, tal y como indican memorias escritas de los jesuitas, y donde es considerado típico regional y consumido durante prácticamente todo el año. En las últimas décadas se ha popularizado en algunas zonas del sur de Bolivia y en la mayor parte de Argentina (países donde también es popular el tereré de jugo, inclusive más que el tereré de agua).
El tereré fue declarado la bebida oficial del Paraguay y Patrimonio Cultural de la Nación. Cada último sábado de febrero se celebra el "Día Nacional del Tereré". Por Resolución 219/2019, la Secretaría Nacional de Cultura declaró Patrimonio Nacional Cultural Inmaterial a las Prácticas y Saberes Tradicionales del Tereré en la cultura del Pohã Ñana, Bebida Ancestral Guaraní en Paraguay. Por otro lado, la ciudad de Itakyry es la sede permanente del "Festival del Tereré" desde 1998.

## Etimología
La interpretación más frecuente sugiere que tereré es una palabra de origen guaraní y es onomatopéyica, relacionada con los últimos tres sorbos que uno realiza al succionar la bebida.
Carlos Alberto Cacciavillani sugiere que la palabra tereré es de origen latino y, por lo tanto, se trataría de una palabra de creación jesuítica adaptada al guaraní, lo que explica el acento en la última sílaba. En latín, terere (sin acento) aparece con el sentido de "triturar" en Terere in mortario de Plinio y Terere Bacam de Virgilio.

## Historia

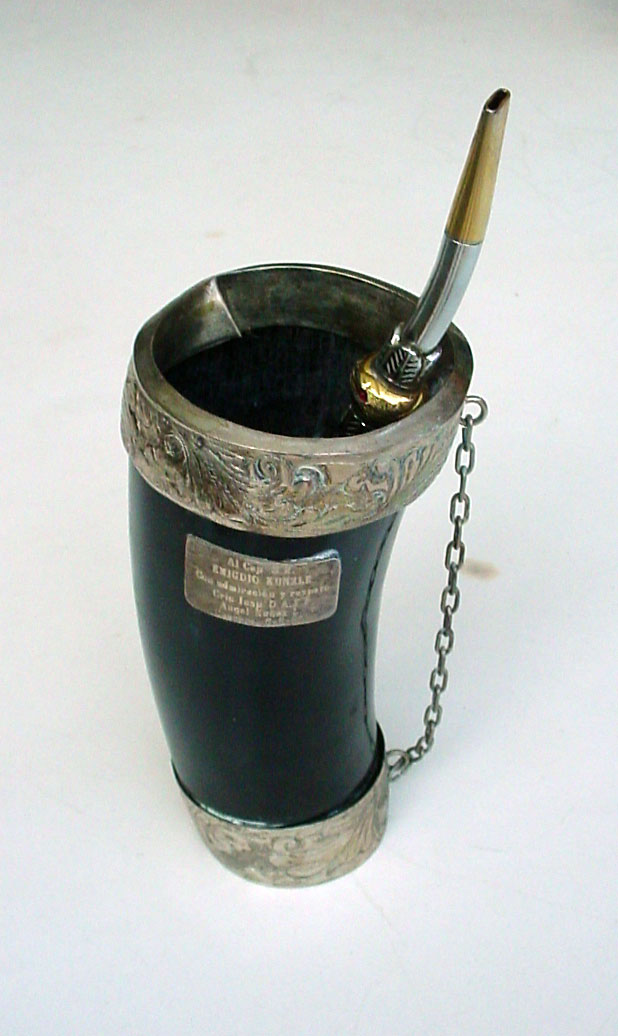
Guampa de tereré.

A pesar de que existen varias teorías populares —algunas de ellas situadas en contextos bélicos— que relatan el supuesto origen del tereré, lo cierto es que la yerba mate ya era consumida por los guaraníes tanto con agua fría de los ríos como con agua caliente pero originariamente se consumía con agua caliente, como el conocido mate. Desde la segunda mitad del siglo XVI los franciscanos, liderados por Fray Luis de Bolaños y Alonso de San Buenaventura, ya trabajaban con los guaraníes en las primeras reducciones, sobre todo en la cosecha de la yerba mate. Más tarde en el siglo XVII los jesuitas continuaron la labor y aprendieron de ellos las virtudes de la yerba, llamada en guaraní Ka'a, que significa yerba mientras que Y significa agua, de ahí surgieron palabras compuestas como Ka'ay —suena ca-aɨ.
La primera referencia histórica es la de los mismos jesuitas, quienes elogiaron los efectos de la yerba, ya que daba un cierto vigor al que ingería la infusión y calmaba la sed mejor que el agua pura. El padre Pedro de Montenegro (1663-1728), naturalista, declaró: “Socorrió Dios con esta medicina a esta pobre tierra por ser más conducente a ella que el chocolate, y vino a sus naturales habitadores así como lo es el cacao en el Oriente, porque estas tierras muy calientes y húmedas causan graves relajaciones de miembros, por la grave aspersión de los poros, y vemos que de ordinario se suda con exceso, y no es remedio el vino ni cosas cálidas para reprimirlo, y la yerba sí, tomada en tiempo de calor con agua fría, como la usan los indios, y en tiempo frío o templado con agua caliente o templada…”.
Los mensú, trabajadores explotados por los yerbateros (productores de yerba mate): para que el kapanga (jefe) no se diese cuenta de que los mesúes consumían yerba mate, estos hacían una infusión con el agua en temperatura ambiente, ya que preparada de la forma tradicional —esto es, con agua caliente—, se delatarían. Con el tiempo, y la aparición de la tecnología y los aparatos con los que se puede hacer hielo, el hielo se le agregó a la mezcla de yerba mate y a los ocasionales yuyos ya presentes en esta forma de tomar mate con agua a temperatura ambiente.
Según otras fuentes, el tereré, nació en tiempos de la guerra del Chaco. Cuando los combatientes paraguayos querían beber el mate, lo tomaban frío, debido a que si hervían el agua, el humo los podría delatar ante los combatientes bolivianos. Esto se volvió famoso en el país, y de allí se le agregó otros ingredientes como el hielo y remedios medicinales ("pohã ñana").

## Preparación
El tereré es una bebida que se prepara en una jarra, termo o tykuador cuyo líquido se vierte y se consume en un recipiente llamado guampa (en Paraguay), chifre (en Brasil) o mate (en Argentina), del cual se sorbe a través de una bombilla (bomba en Brasil). Con frecuencia se agregan hierbas (refrescantes y/o medicinales) como cedrón, menta'i o peperina, cocú, menta, zarzaparrilla, cola de caballo, burrito, agrial, batatilla, verbena, capi'í catí, ajenjo, Santa Lucía, escobilla, hoja de limón, azafrán, jengibre, taropé, perdudilla blanca y otros. En la actualidad, diversas franquicias comercializan hielos saborizados a base de yuyos medicinales-refrescantes y/o frutas para el consumo en el tereré, tanto en Paraguay como en el Centro-Oeste de Brasil y el noreste de Argentina.
Las guampas empleadas en el tereré son recipientes que puede estar hecho de cuernos de animales, generalmente cuernos de ganado, pero también se fabrican guampas de metal, madera, aluminio y plata. La nueva guampa o la que lleva tiempo sin usarse, como sucede con el mate, necesita ser "curada" antes de su uso, ya que la parte inferior suele estar cubierta con una pieza redonda de madera. Al llenarlo con agua, la madera se expande, de modo que cubre todas las fugas de la guampa. También suelen estar hechas de madera y se cubren/ornamentan con cuero o acero.

## Fundamentos

### Cebador
La costumbre, al menos en Paraguay, indica que el cebador -el que sirve el tereré- sea el pahague (léase pajagüé, que en guaraní significa "el último hijo nacido de la familia", o en este contexto, "la persona de menor edad de todo el grupo").
Al igual que con el mate, no se debe agradecer al que “ceba” el tereré sino hasta que uno no desea beber más. La palabra “gracias” indica al cebador que quien le ha devuelto la guampa ya no desea seguir bebiendo. Por esto, con los neófitos puede suceder que por cortesía agradecen el primer tereré y el cebador ya lo deja fuera de la ronda al no ofrecerle más la bebida. El tereré es consumido tanto en verano como en invierno (algo menos), de día como de noche, en cualquier horario; aunque preferentemente, en momentos calurosos.

### Remedios refrescantes

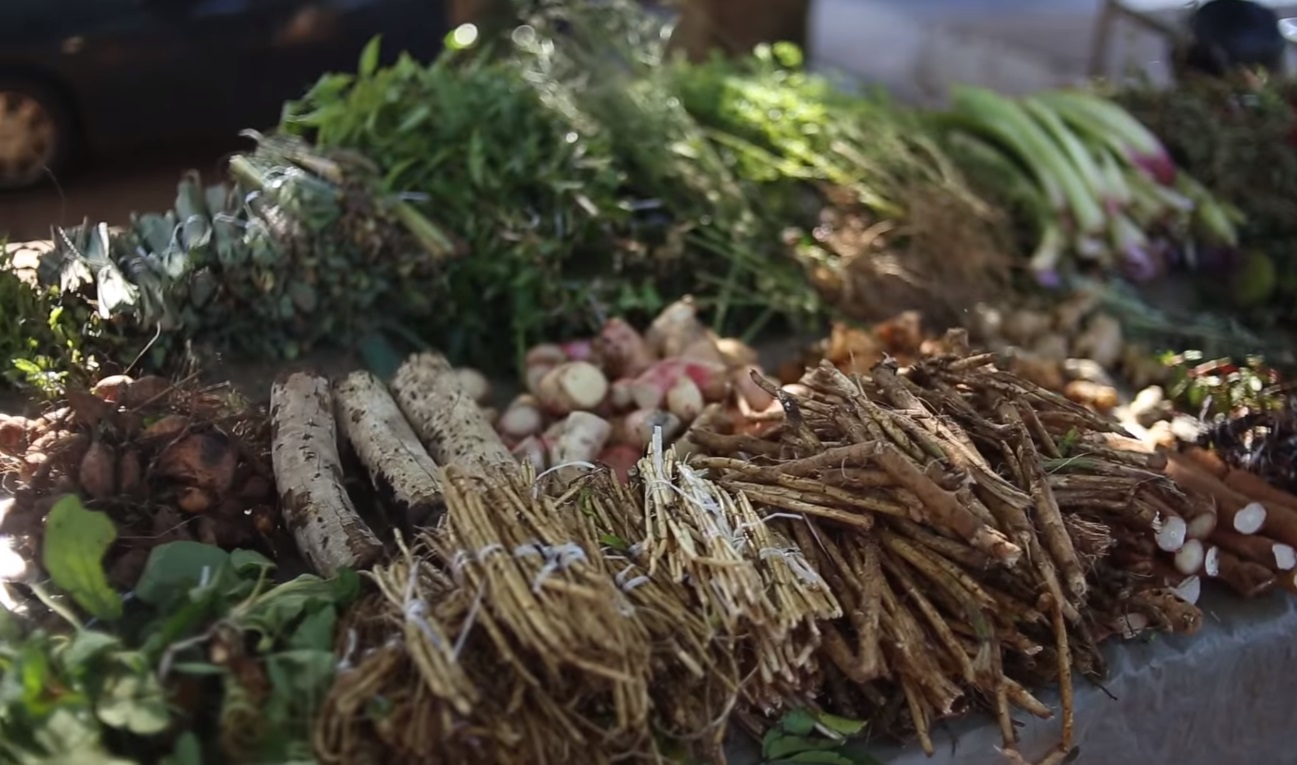
Yuyos o hierbas medicinales para el tereré.

Los remedios refrescantes, llamados en guaraní pohã ro’ysã (donde pohã es "remedio" ro’ysã es "frío", o hierbas medicinales refrescantes), se mezclan con el agua para formar una infusión completamente fría. No se introducen en la guampa cargada con yerba sino en la jarra, termobomba o tykuador. Las hierbas son higienizadas con agua natural y son machacadas en un mortero (generalmente hecho de un tronco ahuecado cuya superficie cóncava llega a ser un tanto profunda) con un palo o garrote que generalmente ya incluye en el pack o juego del utensilio. En la actualidad, estos morteros se comercializan en varios tamaños, pero el modelo estándar más empleado es aquella cuya dimensión oscila entre los 15 y 25 centímetros, y son fabricados a partir del árbol llamado "palo santo" de la especie Bulnesia sarmientoi para darle mayor esencia herbal a las yuyos. Una vez que las hierbas estén completamente machadas y expelan un olor aromático, se vierten en un recipiente de un litro de agua con hielo, que después se verterá en porciones iguales dentro de la guampa.
De este modo, cada bebedor del Terere Jere (léase tereré yeré, voz guaraní que significa "ronda de tereré") tomará una medida exacta que, con el correr de las rondas, el sabor iría “lavándose” y haciéndose más débil, por lo que se deberá cambiar la yerba cuando ya no se sienta su sabor característico. Si la jarra con agua y “remedios” se agota, el cebador consulta a los presentes si van a continuar con otra ronda más. Normalmente, sólo se agregan remedios refrescantes por la mañana. Hay una creencia popular de que en otro horario, esos yuyos pueden ser dañinos para la salud, aunque no está científicamente comprobado. 
Se suelen adquirir los remedios refrescantes en puestos de venta en las aceras de las calles en las ciudades o a través de vendedores ambulantes: los vendedores suelen conocer los efectos que produce cada planta medicinal para tereré en el cuerpo humano y recomiendan qué variedad consumir. Ellos mismos se encargan de recolectar las diferentes clases de yuyos para los gustos de los consumidores.

### Cultivo delpohã ñana
Las hierbas medicinales o pohã ñana empleadas en el tereré tienen un uso muy variado y versátil: se puede conseguir las plantas en bruto en los puestos de ventas tradicionales; se puede conseguir los yuyos congelados saborizados para un preparado instantáneo o, alquilar los juegos completos para las jornadas laborales o de estudio. En la actualidad, la única franquicia que procesa y vende los hielos saborizados a base de yuyos es Tereré Pantano, expandidos por Asunción y Ciudad del Este.
En el caso del cultivo casero, la elección de qué plantar dependerá del uso que pretendamos darle. Es común guiarse de acuerdo a las propiedades medicinales, propiedades refrescantes, aroma, sabor, propiedades de repelente natural de insectos no-benéficos y otros usos como la preparación de bebidas. El cuidado de estas especies varía de acuerdo a sus características, pero con un abonado inicial, un riego diario y que estén en media sombra es suficiente, según Francisco Pereira, licenciado en Ciencias Ambientales y vinculado a organizaciones ambientalistas internacionales y familias horticultoras de distintos puntos del Paraguay.
La mayoría de variedades de las hierbas empleadas en el tereré no son blanco de ataques de plagas. A partir de una sola planta, es posible reproducirlas y tenerlas todo el año. Esto se logra a partir del atado o puñado de éstos que se consiguen en los mercados, supermercados o amistades, familiares que tienen las plantas en la casa. Existen al menos tres formas de cultivarlas; el primero por el esqueje o gajo, que consiste en arrancar una rama de una planta ya existente y luego clavarla en la tierra, para que eche raíz y se convierta en una segunda planta; el segundo método es que la rama cortada no se plante inmediatamente en la tierra, sino se deje en remojo al menos un día antes de hacerlo; mientras que el último método es la extracción de plantines hijitos, el cual consiste en buscar los plantines pequeños que brotan a los pies de una planta, para luego extraerlos y plantarlos en el lugar definitivo.

### Creencias
El Santo Tomás, es considerado el santo patrono del tereré. Cada vez que se ceba el primer mate, se espera que la yerba absorba el agua. Cuando la yerba haya absorbido todo el líquido, indica que el Santo Tomás ya ha "bautizado" la bebida.
El tereré no se debe beber de noche o a la tarde, porque podía provocar malos humores a la persona que lo ingiere, solo debe ser bebido a la mañana o en la hora de la siesta. Sin embargo, ésta creencia ya no se respeta.
Antes de beber el tereré, se debe consumir el terere rupa (en español: cama del tereré), que son alimentos salados, ya que el tereré no se debe beber con el estómago vacío. 
Cada vez que se inicia a beber el tereré, debe empezarse de lado derecho, a eso se lo llama el sentido del reloj. 
En una ronda, si el cebador se equivoca al pasar la guampa, puede darle suerte a su amigo, o también, puede llegarle dinero. Al que le toque el último mate, su suegra lo querrá mucho. 
Cuando, accidentalmente, se le cae la yerba, significa que tendrá buena suerte. No se debe tocar la bombilla, ya que puede provocar conflictos entre los amigos. Se debe respetar el tiempo de los mates y no debe ser seguidamente.

### Variedades de tereré
El tereré de jugo o tereré ruso es una variante del tereré de agua tradicional. Es una bebida consumida en el territorio de Paraguay, centro-oeste de Brasil y Argentina. Esta infusión reemplaza (o combina) las hierbas/yuyos medicinales o pojhá ñaná del tereré herbal por una de jugo frutal, sea hecha de jugo natural o hecho con un juguito en polvo de sobre (en ambos casos casi siempre de cítricos). En algunas ocasiones, los menos tradicionales, emplean gaseosa cítrica o té helado. Como el tereré ha sido consumido desde la época precolombina, en algún momento del siglo XX comenzó a usarse una alternativa al original tereré de agua, usándose bebida frutales, especialmente las hechas a base de cítricos.
En Paraguay, se cree que el tereré de jugo se empezó a tomar debido a la inmigración eslava en Paraguay, en la época cuando personas como el capitán Nicolás Blinoff arribaron al Paraguay en el exilio, que más tarde tendrían un papel en la Guerra del Chaco al pelear junto a las tropas paraguayas. Este grupo étnico, en lugar de agua emplearon jugo de naranja, y le agregaron algunos aditivos a la misma yerba de la guampa. Entre los propios inmigrantes, ya consolidados en la sociedad paraguaya, lograron extender esta costumbre inicialmente en localidades del sur paraguayo como Hohenau, Obligado, Bella Vista, Fram, Encarnación, etc.
La bebida no es muy aceptada entre los paraguayos y entre los formoseños, sin embargo, a día de hoy, tiene aceptación en el sur de Paraguay. Por otro lado, su aceptación es más extendida y muy popular en gran parte de Argentina y en el centro-oeste de Brasil.

### Otras costumbres

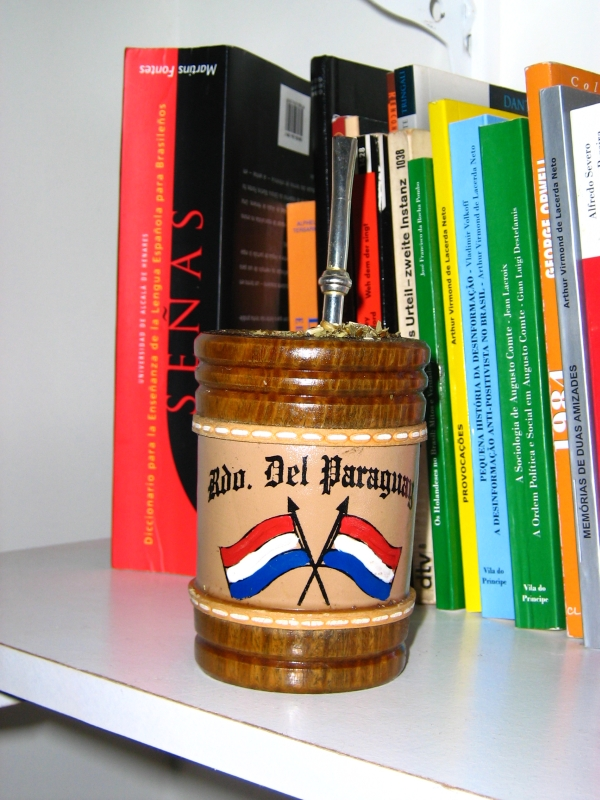
Guampa de tereré hecha de palo santo.

El tereré es ideal en épocas de calor, en sustitución del mate. Es una bebida sumamente refrescante y es bueno para compartir en ronda con amigos, debido a que los integrantes de grupos no extensos, toman todos de una sola guampa. El tereré es un evento social: se reúnen amigos, familia, parejas, etc. "Vamos a tomar tereré", es una frase que indica que la persona desea compartir tiempo con uno, pero que por otros motivos no puede ser una cita más formal.
En guaraní se suele llamar tereré rupá (literalmente cama [o nido] del tereré) a una especie de refrigerio matutino antes del tereré, que tradicionalmente suele hacerse en horas de la media mañana (a eso de las 09:00), puesto que se trata de algún bocadillo para que el agua fría o la pérdida de potasio tras consumirlo, no causen malestar. Los refrigerios que más se consumen son empanadas, sándwiches de milanesa, marineras o tortillas caseras.
El tereré usualmente se toma con hierbas medicinales o yuyos (en guaraní se lo llama pohä ñaná), que pueden ser pohä ro'ÿsä o pohä akú (remedio refrescante o remedio caliente, respectivamente). Esto se hace con fines preventivos (defensas corporales, resfriados, gripe, etc.), curativos (para malestares de estómago, dolor de cabeza, problemas en la vía urinaria o el riñón, etc.), refrescantes, o por simple gusto. Lo tradicional es que se recojan o compren frescos, para luego limpiarlos con agua potable; después se debe machacarlos o apisonarlos hasta extraer su savia, y finalmente echarlos a la jarra, tykuador o termo para tereré, con un pedazo de hielo. Sin embargo, últimamente numerosas marcas de yerba mate han mezclado dichas hierbas con sus productos, creando lo que se conoce como yerba mate compuesta.
Se consume en todo el territorio nacional. Posiblemente heredado de los indígenas guaraníes, el tereré es la bebida oficial del Paraguay y parte de su patrimonio cultural. Según índices estimativos, se consumen, aproximadamente, unos 6 kg por persona al año de yerba elaborada. Aunque se cree que el consumidor de mate y tereré supera estos 6 kg, hubo temporadas en que las estadísticas registraron consumos de hasta 14 kg por año. El tereré es parte de la vida e idiosincrasia de los paraguayos y se consume en todas las estaciones del año, haga frío o calor.
De acuerdo a su origen, la yerba tiene características propias en cuanto a proceso y sabor. Lo que hace diferente a la yerba paraguaya es que la mayor parte del proceso de secado se realiza tipo barbacuá. Eso es lo que le da ese gusto a humo, que se puede resumir en distinto aroma, sabor y calidad. No existe el "tereré paraguayo" como tal dado que el tereré que se toma en Paraguay desde tiempos remotos siempre fue una bebida a base de raíces e hierbas medicinales, luego las variantes que vinieron después (como el tereré con jugo) se diferencian con la denominación de "tereré ruso". Se prepara en un recipiente llamado guampa, donde se coloca solo la yerba mate, junto a una jarra o termo con mucho hielo al que sin falta se agregan hierbas refrescantes y/o medicinales como el cedrón (Aloysia citriodora), el menta'i, el cocú, la menta, la zarzaparrilla (Herreria montevidensis), la cola de caballo, el burrito, el agrial, el azafrán, la batatilla y una amplia gama de hierbas de las cuales se idea el combo.
Existen variantes, como por ejemplo el tereré ruso, popular en la zona sur del Paraguay, especialmente en el departamento de Itapúa, donde llegaron los rusos blancos (como el capitán Blinoff) exiliados de su patria, y que fueron acogidos por el Paraguay y lucharon en la Guerra del Chaco en la milicia paraguaya. En lugar de agua, ellos emplean jugo de naranja o de cualquier cítrico.
En Paraguay, el día del tereré es el último sábado de febrero de cada año. Esa fecha se designó durante el año 2011 mediante la Ley de la Nación n.° 4.261 “Que declara al tereré como Patrimonio Cultural y Bebida Nacional del Paraguay” y fija el último sábado de febrero de cada año como Día del Tereré. Dicha declaración y puesta en valor de la bebida tradicional local fue posible luego de que el diputado liberal Dionisio Ortega impulsara dicho proyecto, hecho ley en diciembre del año 2011. “El tereré tiene un profundo contenido de identidad nacional y cumple un importante papel como dinamizador de la economía."

### Conceptos tradicionales del tereré
La práctica ancestral del consumo compartido del tereré en la cultura de pohã ñana es portadora en todo el territorio paraguayo, y hoy en día esta costumbre, con sus diversas formas de preparación, ha traspasado fronteras y se ha extendido a través de los migrantes paraguayos en el mundo. Su práctica está muy extendida en todo el Paraguay, pero los elementos que componen el Pohã Ñana provienen de diferentes regiones del país, pues originalmente muchas de las hierbas crecían de forma natural y actualmente sus cultivos predominan en Acahay y Villa Hayes. En cuanto a la yerba mate, su principal distribución de cultivo se encuentra en los departamentos de Itapúa, Guairá, Alto Paraná y parte de los departamentos de San Pedro, Canindeyú y Caazapá. Cada hierba de Pohã Ñana tiene beneficios para la salud vinculados a la sabiduría popular que se ha transmitido de generación en generación.
Dado que en torno a la práctica del tereré se propician diferentes espacios de encuentro y convivencia en la vida cotidiana, se convoca y prepara en diversas formas según el contexto y las circunstancias:
- Tereré rupa: es el aperitivo salado que se consume antes de tomar tereré, generalmente en la media mañana.
- Tereré hápe: es el espacio y el momento en que se discuten y analizan temas de interés del grupo, durante el consumo del tereré.
- Tereré jere: es la ronda donde se comparte, una persona la distribuye de forma ordenada y secuencial. Esta ocasión surge espontáneamente.
- Tereré solitario: cuando se toma individualmente.
- Tereré novillo: cuando pretendes iniciar una relación sentimental. En este contexto, la invitación a tomar tereré se entiende como un coqueteo.
- Tereré caballería: es cuando alguien bebe de forma continuada colmando de agua la guampa, para tomar rápidamente el tereré ante la urgencia de volver al trabajo.
- Tereré albañil: se desarrolla en el ámbito de la construcción. Está elaborado con materiales improvisados, como botella de plástico y guampa reciclados.
- Tereré jorador: para la resaca, se prepara con hierbas diuréticas.
- Tereré pantano: se llama así cuando se prepara agua con exceso de hierbas medicinales.

En cuanto al Pojhá Ñaná (hierbas medicinales), según su uso y consumo, se clasifican en:
- Pohã Ro'ysã: remedios refrescantes, digestivos y diuréticos.
- Pohã Raku: remedios calientes utilizados en resfriados, bronquitis y enfermedades por enfriamiento.

La práctica del consumo del tereré como acto colectivo comunitario (principalmente en su vertiente terere jere) implica la acción de compartir. Se basa en la confianza mutua, la inclusión, la igualdad social y potenciando la diversidad cultural, ya que no distingue diferencias de carácter social, clase, creencias religiosas, edad o género. Es una tradición muy ligada a la identidad cultural y social del paraguayo; es reconectar con sus raíces, utilizar ese tiempo y espacio (teko) para expresar ideas, compartir opiniones y, sobre todo, sentirse parte del todo social.

## El tereré en el mundo

### Argentina
En todo el país es popular el tereré con agua helada, jugos cítricos, jugos en polvo o caña quemada. Según un estudio, el tereré es consumido por 90% de los qom cuya dieta se basa en guisos y tortas fritas. Su consumo va en aumento en todo el país, sobre todo durante el verano, especialmente entre los jóvenes de la llamada Generación Y.

### Bolivia
Se consume en los departamentos sureños y orientales como: Tarija, sur de Chuquisaca y Santa Cruz, especialmente en las ciudades de Roboré y comunidades menonitas.

### Brasil
Se consume principalmente en el centro-oeste y en el sur del país, en los estados de Mato Grosso, Mato Grosso del Sur (el mayor estado productor de yerba mate, consumidor preferente de mate caliente), Paraná, Río Grande del Sur, Santa Catarina y en el oeste de São Paulo. Es más tradicional en  Mato Grosso y Mato Grosso del Sur, donde su consumo es simbólico y es inherente al acervo cultural de gran parte de la población. El ciclo del consumo de tereré en Brasil comenzó en la ciudad de Punta Porá, que limita con la ciudad paraguaya de Pedro Juan Caballero.

### España
Es consumido principalmente por la colectividad paraguaya residente en el país. La Academia Iberoamericana de España otorgó la mención honorífica "Ayuda y Fomento a la Investigación en Latinoamérica" a las químicas farmacéuticas Rosa Degen y Yenny González de la Universidad Nacional de Asunción, quienes lograron un reconocimiento internacional por la investigación "Medicina tradicional en Paraguay: el tereré, bebida nacional, una forma de consumo de plantas medicinales". Se trata de una investigación científica sobre el tereré y las plantas medicinales: cómo se consume, las afecciones que se combaten, la forma de preparación, las plantas utilizadas, entre otros aspectos. Las investigadoras son miembros del Programa Nacional de Incentivo a los Investigadores (Pronii) del Consejo Nacional de Ciencia y Tecnología.